# المنصر (الحديدة)

تعديل مصدري - تعديل

المنصر هي إحدى قرى مديرية المراوعة، التابعة لمحافظة الحديدة اليمنية، بلغ تعداد سكانها 1541 نسمة حسب الإحصاء الذي أجري عام 2004.